# NGC 4353
NGC 4353 este o galaxie situată în constelația Fecioara. A fost descoperită în 1881 de către Christian Heinrich Friedrich Peters. Se află la o distanță de 19,05 megaparseci de Pământ.